# Есенен синчец
Есенният синчец (Scilla autumnalis; Prospero autumnale) е вид есенно цъфтящо растение от Семейство Аспарагусови (Asparagaceae), подсемейство Scilloideae. Среща се в средиземноморския регион от Португалия и Мароко на изток до Турция и Кавказ, включително Великобритания. Въпреки че е класифициран като един вид, той всъщност представлява видов комплекс, като са открити множество цитотипове, които са фенотипично неразличими един от друг.

## Описание
Многогодишно тревисто растение с луковица. Стъблата са високи 10 – 25 см. Цветовете са светло синьо-виолетови. Листата разположени при основата на стъблото, се развиват през пролетта, а растението цъфти през юли-септември, като в този период е без листа.

## Разпространение и местообитание
Европа, Западна Азия и Северна Африка. Сухи, тревисти места и храсталаци.

### В България
Разпространен е в цяла България между 0 и 1000 м надморска височина.

## Приложения
Декоративно растение.

## Таксономия
Есенният синчец първоначално е описан като Scilla automnalis от Карл Линей и публикуван в „Species Plantarum“: 309 (1753). По-късно е включен в рода Prospero от Franz Speta (Veröff. Int. Clusius-Forschungsges. Güssing 5: 4. 1982).
Синоними:
- Anthericum autumnale (L.) Scop.
- Genlisa autumnalis (L.) Raf.
- Hyacinthus autumnalis (L.) E.H.L.Krause
- Ornithogalum autumnale (L.) Lam.
- Prospero corsicum (Boullu) J.-M.Tison
- Prospero cyrenaicum (Pamp.) Speta
- Prospero fallax (Steinh.) Speta
- Prospero holzmannium (Heldr.) Speta
- Prospero pulchellum (Munby) Speta
- Prospero scythicum (Kleopow) Speta
- Scilla corsica Boullu
- Scilla cyrenaica (Pamp.) G.M.Barroso & al.
- Scilla dumetorum Balansa ex Baker
- Scilla fallax Steinh.
- Scilla gallica Tod.
- Scilla holzmannia Heldr.
- Scilla longipes Batt.
- Scilla automnalis L.
- Scilla pulchella Munby
- Scilla racemosa Balansa ex Baker
- Scilla scythica Kleopow
- Stellaris autumnalis (L.) Bubani
- Urginea autumnalis (L.) El-Gadi[9]

## Галерия
- Цъфтеж през септември
- В хербарий
- Семенни капсули (ноември)
- Семена